# Engelbert König
Engelbert König (Schwechat, 18 ottobre 1884 – Roma, 10 settembre 1951) è stato un allenatore di calcio e calciatore austriaco, di ruolo centrocampista.

## Carriera

### Giocatore
König giocò in Austria con Vienna CFC, Germania Schwechat e Wiener AF.
Tra il 1905 e il 1912 disputò 5 partite con la Nazionale austriaca.

### Allenatore
Dopo aver terminato la carriera di giocatore, König allenò in Italia il Milan, il Messina in due occasioni, il Foggia, il Bari, il Vigevano, la Pavese "Luigi Belli", il Rovigo, il Grosseto, il Siracusa e il Foligno.

## Statistiche

### Statistiche da allenatore
| Stagione  | Squadra  | Campionato | Piazzamento | Andamento | Andamento | Andamento | Andamento | Andamento  |
| Stagione  | Squadra  | Campionato | Piazzamento | Giocate   | Vittorie  | Pareggi   | Sconfitte | % vittorie |
| --------- | -------- | ---------- | ----------- | --------- | --------- | --------- | --------- | ---------- |
| 1932-1933 | Messina  | B          | sostituito  | 9         | 2         | 2         | 5         | 22,22      |
| 1939-1940 | Messina  | C          | 7º          | 28        | 10        | 10        | 8         | 35,71      |
| 1946-1947 | Siracusa | B          | sostituito  | 10        | 4         | 2         | 4         | 40,00      |
| Totale    | Totale   | Totale     | Totale      | 15        | 11        | 2         | 2         | 73,33      |

## Palmarès

### Allenatore

#### Competizioni nazionali
- Serie C: 1

Vigevano: 1936-1937